# Lucie Dejardin
Lucie Dejardin, född 1875, död 1945, var en belgisk politiker (Belgiska Arbetarepartiet). Hon satt i parlamentet för Liège 1929-1936. Hon var den första kvinnliga parlamentsledamoten i Belgien. 